# Vitinha (football, 1986)
Pour les articles homonymes, voir Vitinha.
Vítor Tiago de Freitas Fernandes, dit Vitinha né le 11 février 1986, est un footballeur portugais, qui joue au poste d'arrière gauche au Metalurgistul Cugir.

## Palmarès
Ludogorets Razgrad
- Championnat de Bulgarie (6) :
  - Champion : 2011-12, 2012-13, 2013-14, 2014-15, 2015-16 et 2016-17.

- Coupe de Bulgarie (2) :
  - Vainqueur : 2011-12 et 2013-14
Finaliste en 2016-17